# Valentin Wessely

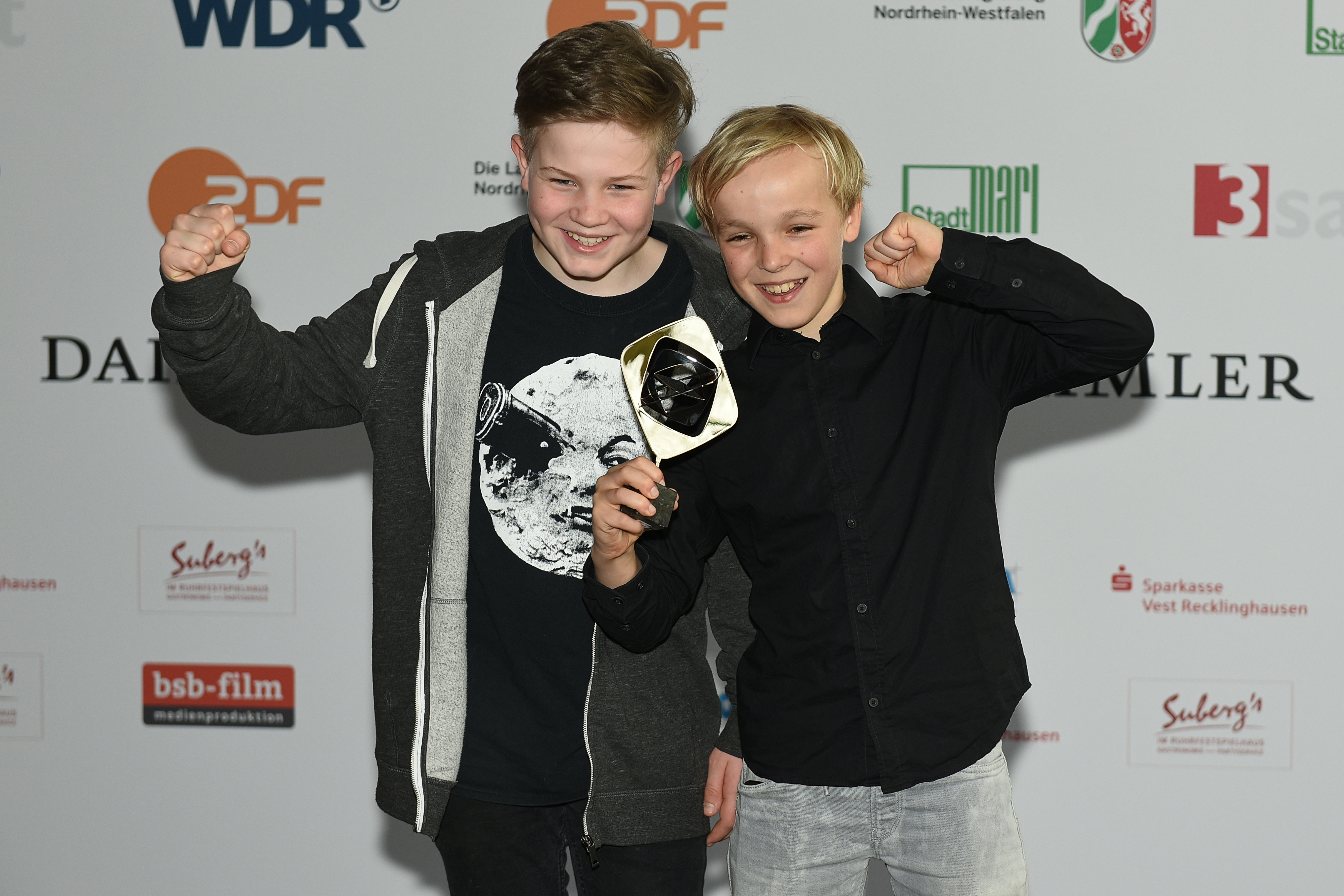
Valentin Wessely (links) mit Tilman Döbler bei der Verleihung des Grimme-Preises 2018 für Zuckersand

Valentin Wessely (* 2005 in Berlin) ist ein deutscher Schauspieler. Er ist Träger des Grimme-Preises (2018).

## Werdegang
Sein Debüt als Kinderschauspieler gab Valentin Wessely als Miko in dem 2015 produzierten Abenteuer-Fernsehfilm Geschichten von Überall – Zombriella, in welchem er eine der drei Hauptrollen übernahm.
Im Jahr 2017 war er neben Tilman Döbler (* 2006) als Hauptdarsteller in der Rolle des Jonas Gramowski in dem mehrfach ausgezeichneten Fernsehfilm Zuckersand von Drehbuchautor und Regisseur Dirk Kummer zu sehen. Gemeinsam mit Döbler erhielt er stellvertretend für das gesamte Darsteller-Ensemble den Grimme-Preis 2018. Die Zeitung Der Tagesspiegel würdigte seine schauspielerische Leistung wie folgt:

„Famos, wie Tilman Döbler den Fred und Valentin Wessely den Jonas spielt. Sie wirken wie aus dem DDR-Leben 1979 herausgriffen und nicht hineingesetzt. Wahr und wirklich sind sie, weil sie für unverbrüchliche Kinder- und Kindheitswerte stehen.“

Es folgten Nebenrollen in TV-Reihen der ARD und des ZDF.

## Filmografie
- 2015: Geschichten von Überall
- 2017: Zuckersand
- 2017: Frühling – Gute Väter, schlechte Väter
- 2018: Der Ranger – Paradies Heimat: Wolfsspuren
- 2018: Der Ranger – Paradies Heimat: Vaterliebe